# Minilimosina pujadei
Minilimosina pujadei är en tvåvingeart som beskrevs av Miguel Carles-Tolrá 2001.
Minilimosina pujadei ingår i släktet Minilimosina och familjen hoppflugor. Artens utbredningsområde är Andorra. Inga underarter finns listade i Catalogue of Life.